# Severozápadní teritorium
Severozápadní teritorium (anglicky: Northwest Territory), jinak též teritorium severozápadně od řeky Ohio (anglicky: Territory Northwest of the River Ohio) bylo organizované začleněné území Spojených států amerických, které existovalo od 13. července 1787 do 1. března 1803, kdy byla jihovýchodní část teritoria přijata do Unie jako stát Ohio. Dříve bylo součástí teritoria Indiánská rezervace, které bylo pod britskou nadvládou roku 1763 Královskou proklamací vyčleněno pro americké indiány, jež bylo roku 1783 Pařížskou smlouvou přiděleno Spojeným státům.
Jeho správa a způsob přijetí do Unie byla stanovena zákonem Northwest Ordinance, který americký Kongres přijal 13. července 1787. Na základě zákona mělo na daném území východně od řeky Mississippi a severně od řeky Ohio až po Velká jezera vzniknout až pět států. Dnes se na území někdejšího Severozápadního teritoria nachází státy Ohio, Indiana, Illinois, Michigan, Wisconsin a severovýchodní část Minnesoty. Jeho rozloha činila více než 670 tisíc km2